# Geoffroi II de Rohan
Geoffroi de Rohan ou Geoffroy de Rohan, deuxième du nom, est un homme d'Église français du XIVe siècle. Il est évêque de Vannes de 1360 à 1370 et évêque de Saint-Brieuc de 1370 à 1375.

## Biographie

### Origines et famille
Geoffroi de Rohan est issu de la Maison de Rohan, l'une des plus anciennes et puissantes familles de la noblesse bretonne dont l'origine remonte au XIe siècle. Il est le second fils d'Olivier, vicomte de Rohan, et d'Alix de Rochefort, sa première épouse ou de Jeanne de Léon, sa seconde épouse.
Son frère ainé, Alain VII de Rohan est le 10e vicomte de Rohan. 

### Évêque de Vannes et de Saint-Brieuc
Chanoine de Saint-Malo, il est préconisé le 22 avril 1360 évêque de Vannes par le pape Innocent VI contre Jean de Locminé élu par le chapitre de chanoines jugé trop favorable au parti de Jean de Montfort. Quatre ans plus tard, il voit la bataille d'Auray mettre un terme à la Guerre de succession de Bretagne avec la mort de Charles de Blois et le triomphe de Jean de Montfort. En 1370, il fait avec son neveu Jean de Rohan un arrangement pour ses biens de famille. Le 29 avril 1371, il accepte la fondation de deux anniversaires faite dans la cathédrale de Vannes par le duc Jean IV.
Peu après, il est transféré à l'évêché Saint-Brieuc à la demande du duc de Bretagne Jean IV dit le Vaillant, qui n'aimait pas Hugues de Montrelais, son prédécesseur, ni le pape Clément VII, auprès duquel ce dernier se rendait en Avignon, et qu'il ne voulut jamais reconnaitre comme pape légitime, prenant toujours le parti du pape Urbain VI.
Mais il n'obtint pas de bulles du pape, puisque son prédécesseur à Saint-Brieuc garde son titre malgré son exil, et que Geoffroi n'eut pas de successeur à Vannes avant sa mort, qui survient en 1377.

## Armoiries
| Blason | Blasonnement : De gueules à sept macles d'or, posées 3, 3, 1. |

## Sources et bibliographie
- Arthur de La Borderie (dir.) Revue de Bretagne, Volume 17 sur Google Livres, Nantes, 1865, p. 184